# Археологическая карта России
Археологическая карта России — карта, содержащая данные о размещении на земной поверхности археологических культур и памятников, распространение отдельных видов древнего производства и типов вещей, находящихся на территории Российской Федерации.

## История создания
Впервые археологические находки начали наносить на карту в середине XIX в. В XX в. начали составлять специальные тематические типологические археологические карты, дающие представление об области распространения элементов культуры древних народов, о палеоэтнографических и других историко-археологических данных.
В 1970-х годах Министерство культуры СССР организовывало программу исследования республик и областей, одной из целей которой было выявление и паспортизация археологических памятников. В 1972 г. в Институте археологии был создан сектор археологических сводов (руководитель: Валентина Васильевича Седова). В результате этой работы было подготовлено более 42 тысяч паспортов на объекты археологического наследия.
В 2014 году под руководством директора ИА РАН Николая Макарова началась разработка электронной общенациональной археологической карты. В 2021 году результаты работы были опубликованы в виде интерактивной карты, доступной на сайте ИА РАН.

## Типы памятников в проекте
Археологические памятники, отмеченные на карте разделены на следующие категории:
- Городище
- Укрепление
- Каменная ограда
- Стоянка
- Монастырь
- Древние горные выработки
- Грунтовый могильник
- Наскальные изображения
- Крепость
- Курганный могильник
- Мегалитические сооружения
- Впадина
- Селище
- Храм
- Стойбище
- Поселение
- Культовое сооружение
- Кладбище
- Некрополь
- Промысловый комплекс
- Сопки
- Городское поселение
- Одиночный курган
- Жальник
- Пещерная стоянка
- Клад
- Ловчая яма
- Грот
- Подводные исследования
- Постройка
- Местонахождение
- Археологический комплекс
- Каменные изваяния
- Объект военных действий
- Могильник
- Городская застройка
- Курган
- Пещера
- Склеп
- Курганная группа
- Погребение
- Гидротехнические сооружения
- Усадьба
- Археологический памятник
- Кочевье
- Курганный могильник с каменным
- Дольменный могильник
- Сопка
- Могильник с каменными конструкциями
- Одиночное грунтовое погребение
- Погребально-поминальный комплекс
- Производственный комплекс
- Группа впадин
- Катакомбный могильник